# Stephen Fried
Stephen Fried (Harrisburg, 19 gennaio 1958) è un giornalista investigativo statunitense, autore di non-fiction, saggista, nonché professore aggregato alla Columbia University Graduate School of Journalism di New York.
Fried è uno scrittore vincitore del National Magazine Award nel 1994 e finalista nel 1999, nonché premiato del National Headliner Award e del Vidocq Society Medal of Honor; ha scritto per CQ, Rolling Stone, Vanity Fair, Glamour, Parade, Ladies' Home Journal e per il Philadelphia magazine, dove è stato caporedattore negli anni 1999-2000. Vive a Filadelfia con la moglie, l'autrice Diane Ayres.

## Libri
Nel 1993 pubblicò il suo primo libro, intitolato Thing of Beauty: The Tragedy of Supermodel Gia, una biografia della supermodella Gia Carangi, vittima dell'AIDS. Il libro non appena pubblicato, oltre ad essere stato positivamente accolto dal New York Times e dal Boston Globe, venne anche opzionato dalla Paramount. Il film non-autorizzato della HBO, Gia - Una donna oltre ogni limite, vincitore di un Emmy Award e di due Golden Globe, uno dei quali è andato ad Angelina Jolie ricoprente il ruolo di attrice protagonista, è una versione romanzata della biografia di Fried da cui si discosta per questioni commerciali. A Fried gli viene attribuita la coniazione del termine "fashionista", che lui usava in Thing of Beauty come abbreviazione per riferirsi a chiunque fosse coinvolto nella creazione e nella produzione all'interno del settore dell'alta moda. Per tale ragione, il suo nome è stato inserito nell'Oxford English Dictionary.